# Dennis Robert Hoagland
Dennis Robert Hoagland (2 de abril de 1884 – 5 de setembro de 1949) foi um fisiologista de plantas e químico de solos norte-americano, professor na Universidade da Califórnia em Berkeley. É mundialmente reconhecido por seu trabalho pioneiro na nutrição mineral de plantas e pelo desenvolvimento da "Solução de Hoagland", uma solução de nutrientes hidropônicos que se tornou um padrão global para a pesquisa científica e o cultivo de plantas sem solo.
A pesquisa de Hoagland na Universidade da Califórnia focava-se nos mecanismos pelos quais as plantas absorvem sais inorgânicos do solo. Para estudar esses processos em condições controladas, ele desenvolveu, em colaboração com seu colega Daniel I. Arnon, uma "solução aquosa de cultura" (water-culture solution) com todos os elementos essenciais para o crescimento das plantas. A formulação foi detalhada na publicação Circular 347 da universidade, em 1938, e revisada em 1950, após sua morte.
Enquanto seu colega na mesma universidade, William Frederick Gericke, focava na aplicação comercial e popularização da hidroponia, o trabalho de Hoagland e Arnon forneceu a base científica rigorosa e a formulação padrão que permitiram o avanço da fisiologia vegetal e da própria hidroponia em todo o mundo.